# Korarchaeota
Korarchaeota é um filo proposto de arquéia, conhecida somente de seqüências genéticas de ARNr 16S obtida de amostras de fontes hidrotermais de alta temperatura do Parque Yellowstone. Análise do material sugere que não pertence aos outros grupos principais de arquéias, Crenarchaeota e Euryarchaeota, sendo de origem mais antiga. Entretanto, é possível que o Korarchaeota não seja um grupo separado, mas simplesmente um organismo que tenha sofrido uma mutação rápida ou não usual do gene ARNr 16S.